# Gerhard Schüßler (Diplomat)
Gerhard Schüßler (* 13. November 1928 in Rochsburg; † 20. November 2003) war ein deutscher Rechtswissenschaftler.

## Leben
Schüßler war der Sohn eines Arbeiters und besuchte die Volks- und Handelsschule. Nach dem Zweiten Weltkrieg arbeitete er zunächst in der Landwirtschaft und Papierindustrie. 1947 wurde er SED-Mitglied. Im Jahr darauf trat er eine Stelle in der Kreisverwaltung Rochlitz an und stieg dort zum Abteilungsleiter auf. Von 1950 bis 1952 studierte er an der Deutschen Verwaltungsakademie (DVA) Forst Zinna. Danach war er dort als wissenschaftlicher Mitarbeiter tätig und wurde 1955 Parteisekretär der SED-Betriebsparteiorganisation (BPO).

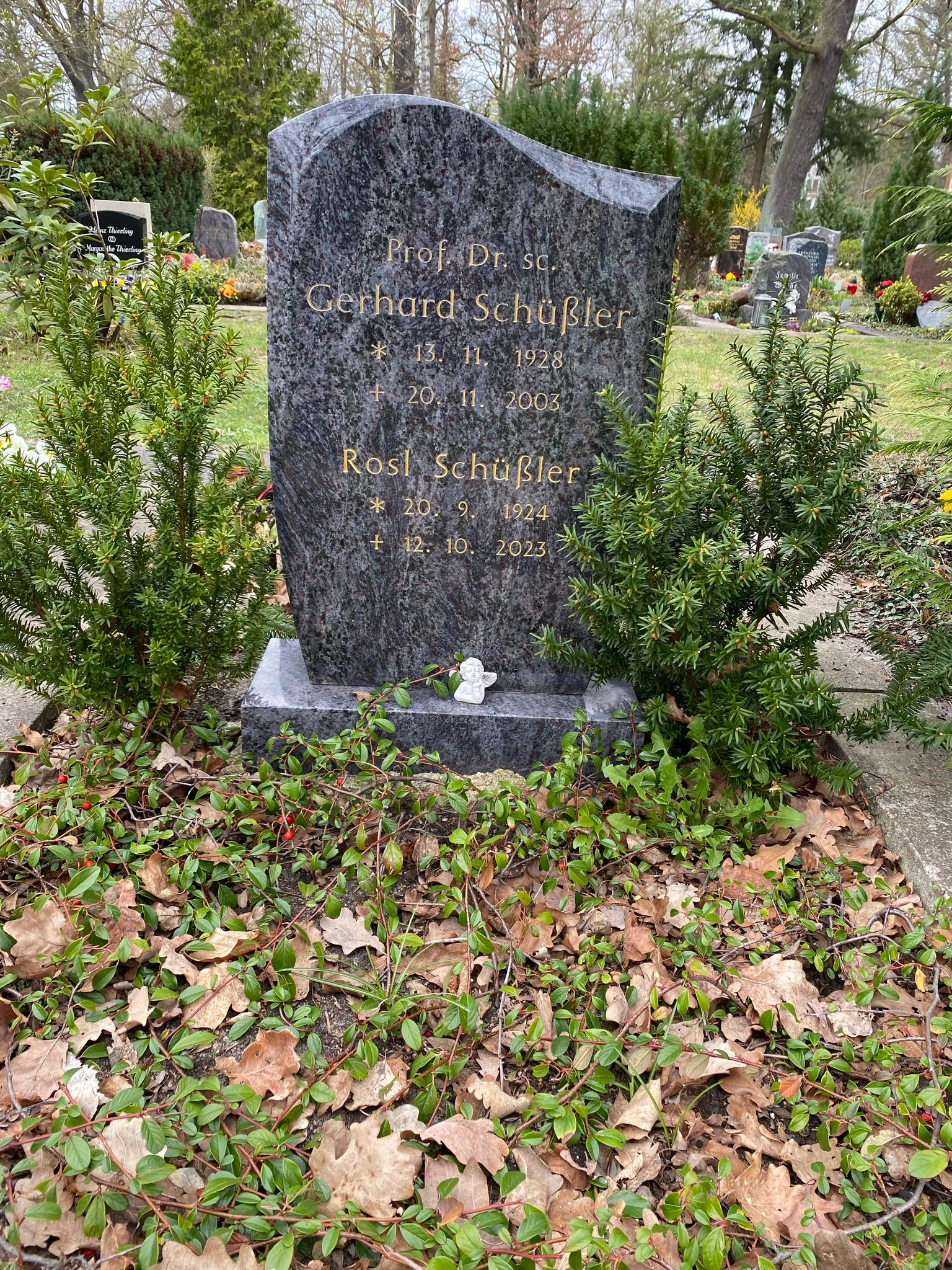
Grabstätte

Nach der Promotion zum Dr. jur. 1957 an der Akademie für Staats- und Rechtswissenschaft der DDR (ASR) saß Schüßler von 1958 bis 1963 als Abgeordneter im Bezirkstag von Potsdam. Von 1963 bis 1969 leitete er die Abteilung Recht im Büro des Ministerrates und war anschließend bis 1972 stellvertretender Leiter des Büros.
Schüßler war 1972 Professor und von 1972 bis 1984 Rektor der ASR Potsdam-Babelsberg, womit er die Nachfolge von Reiner Arlt antrat. Außerdem war er von 1972 bis 1989 Vizepräsident der Vereinigung der Juristen der DDR (VdJ) und Vorsitzender des Rats für Staats- und rechtswissenschaftliche Forschung.
1969 und 1979 wurde er mit dem Vaterländischen Verdienstorden in Bronze bzw. Silber ausgezeichnet.
Gerhard Schüßler ruht auf dem Friedhof Goethestraße in Potsdam-Babelsberg.

## Schriften (Auswahl)
- mit Rudi Rost und Siegfried Petzold: Zur Leitung des volkseigenen Produktionsbetriebes. Erläuterung der Verordnung über die Aufgaben, Rechte und Pflichten des volkseigenen Produktionsbetriebes vom 9. Februar 1967. Berlin 1967, OCLC 63842591.
- mit Wolfgang Weichelt: Arbeiterklasse, Partei, Staatsmacht. Berlin 1976, OCLC 751449087.
- Zur wachsenden Rolle des Staates, des Rechts und der sozialistischen Demokratie bei der Gestaltung der entwickelten sozialistischen Gesellschaft. Potsdam-Babelsberg 1978, OCLC 8307908.
- Ich und mein Staat. Berlin 1979, OCLC 251632842.